# Synagogue de Kazinczy utca (Miskolc)
Ne doit pas être confondu avec Synagogue de Kazinczy utca.
Le synagogue de Kazinczy utca (en hongrois : Kazinczy utcai zsinagóga) ou synagogue de Miskolc (miskolci zsinagóga ; en hébreu : בית הכנסת במישקולץ) est la seule synagogue encore en activité à Miskolc et dans le comitat de Borsod-Abaúj-Zemplén.